# Anežka Indráčková
Anežka Indráčková (* 30. Juli 2006 in Jablonec nad Nisou) ist eine tschechische Skispringerin.

## Werdegang
Anežka Indráčková trat ab 2018 in ersten internationalen Wettbewerben der Fédération Internationale de Ski, zunächst vorwiegend im Skisprung-Alpencup, später auch im FIS Cup, in Erscheinung. Am 7. August 2019 erzielte sie im sächsischen Pöhla mit einem siebten Platz von der mittleren Schanze ihr bis dahin bestes Resultat in dieser Wettbewerbsserie.
Am 4. Dezember 2021 gab sie im Rahmen der Saison 2021/22 ihr Debüt im Skisprung-Continental-Cup im chinesischen Zhangjiakou. Mit einem siebten Platz gewann sie dabei sogleich ihre ersten Continental-Cup-Punkte. Nach einem zehnten Platz am darauffolgenden Tag an gleicher Stelle erzielte sie eine Woche später im norwegischen Vikersund einen sechsten Platz. Beim Silvester-Turnier in der Weltcup-Saison 2021/22 debütierte sie am 31. Dezember 2021 beziehungsweise am 1. Januar 2022 mit einem 32. sowie einem 33. Platz im Skisprung-Weltcup. Bei den tschechischen Meisterschaften 2022 in Harrachov gewann sie den Meistertitel im Einzelspringen der Damen vor ihrer älteren Schwester Karolína Indráčková und Štěpánka Ptáčková.
Indráčková wurde als eine von drei Skispringerinnen neben ihrer Schwester sowie Klára Ulrichová für das tschechische Team bei den Olympischen Winterspielen 2022 in Zhangjiakou nominiert, in dem sie mit einem Alter von 15 Jahren das jüngste Mitglied war. Im Einzelspringen von der Normalschanze erreichte sie dort den 30. Platz. Bei den Nordischen Junioren-Skiweltmeisterschaften 2022 im polnischen Zakopane wurde sie im Einzelspringen Achte. Im Mixed-Teamwettbewerb wurde sie mit der tschechischen Staffel Siebte.
Am 12. Januar 2024 gewann sie erstmals ein Springen im Skisprung-Intercontinental-Cup.